# 601-й разведывательный батальон
601-й разведывательный батальон (исп. Batallón de Inteligencia 601) — спецподразделение Аргентины, расформированное в 2000-е годы.

## История
Подразделение прославилось в период Грязной войны своей деятельностью. Батальон участвовал в похищении и убийстве сотен людей.
В период с 1980 года по 1982 год военнослужащие батальона занимались военным обучением никарагуанских контрас на военной базе Лепатерике в Гондурасе с использованием «аргентинского опыта борьбы с коммунизмом». Помощь «контрас» со стороны Аргентины была прекращена в 1982 году, после Фолклендского конфликта, в котором США поддержали Великобританию.